# Giuseppe Antonio Zacchia Rondinini
Giuseppe Antonio Zacchia Rondinini, italijanski rimskokatoliški kardinal, * 22. februar 1787, Vezzano, † 26. november 1845, Rim.

## Življenjepis
22. julija 1844 je bil imenovan za kardinala in pectore.
21. aprila 1845 je bil imenovan za kardinal-diakona S. Nicola in Carcere.